# گلچین پالاتین

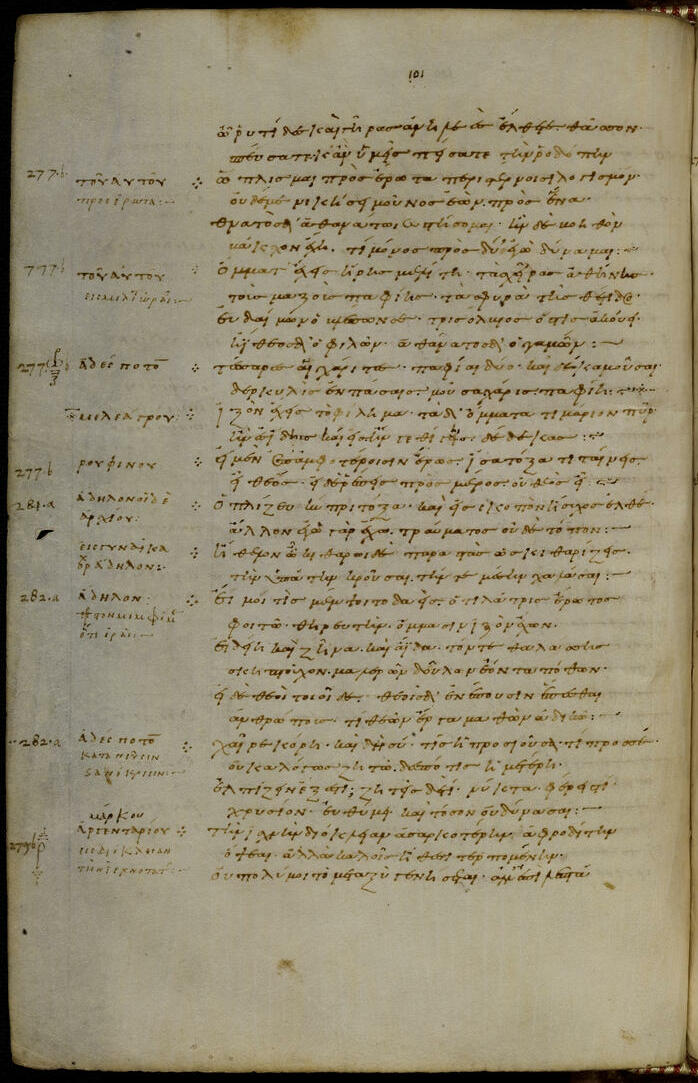
صفحه ای از گلچین پالاتین (Codex Palatinus 23)، قرن دهم، از کتابخانه دانشگاه هایدلبرگ

گلچین پالاتین (انگلیسی: Palatine Anthology) گاهی به اختصار AP نامیده می شود، مجموعه ای از اشعار یونانی و تقریظ است که در سال 1606 در کتابخانه پالاتین در هایدلبرگ کشف شد.